# انخباتین گانتویا
انخباتین گانتویا (به مغولی: Энхбатын Гантуяа؛ زادهٔ ۲۶ مهٔ ۱۹۹۵) یک کشتی‌گیر آزادکار کشور مغولستان است.
از افتخارات وی می‌توان به کسب مدال برنز مسابقات قهرمانی کشتی جهان ۲۰۲۱ اشاره کرد.